# Amstrad PC1512
O PC1512 foi um modelo de computador pessoal fabricado pela Amstrad. Dispunha de um processador de 16 bits, o Intel 8086, arquitectura XT, teclado proprietário com conector para joystick, 512 KiB de RAM, dois acionadores de disquete de 5" 1/4 ou um acionador e um disco rígido de 20 MiB, a placa gráfica integrada CGA (em gráfico: resolução 320x200 a 4 cores e 160x100 a 16 cores; em texto: 640x200 a 2 cores). O computador era vendido com o GEM Desktop, um ambiente gráfico dos anos 1980.
Vinha equipado entre outro software com o Locomotiv Basic, um editor de BASIC muito potente para a altura.
O modelo seguinte da mesma fabricante foi o Amdstrad PC1640, o primeiro a utilizar os históricos 640 KiB de RAM, que já oferecia a possibilidade de utilizar uma placa gráfica EGA (a resolução de 320x200 a 16 cores em gráfico) e drive de disquetes de 3" 1/2.
O autor deste avançado PC para a época, foi Sir Clive Sinclair o inventor dos míticos: ZX81, ZX Spectrum e QL Sinclair, não tendo este último um grande êxito e começando aí a mudança estratégica dos PC, para artigos de electrónica e de consumo doméstico que ainda actualmente se mantém.